# Dečki
Dečki so film režiserja in scenarista Stanka Josta, nastal po literarni predlogi Franceta Novšaka Dečki: roman iz dijaškega internata. Film je bil premierno predvajan leta 1977 in je bil prvi slovenski film s homoseksualno tematiko.
65-minutni film je bil posnet na super 8-milimetrski trak, potem pa v tistem obdobju predvajan le dvakrat, v Celju in Ljubljani. Tretja javna projekcija je bila na Festivalu LGBT-filma leta 2004.

## Vsebina
Film je - z izjemo počitnic pri Zdenkovi mami in sestri - omejen na dogajanje v internatu, izpuščeno pa je drugo dogajanje zunaj internata (Biserka, smrt Nanijeve matere), tako kot tudi dogajanje po Nanijevi izključitvi iz internata. Le-ta je laični, postavljen v Slovenijo v 70. letih. Ljubezen med fantoma tako ni produkt katoliških institucij, kakor so Novšakov roman večkrat interpretirali po drugi svetovni vojni.
Nani in Zdenko sta povezana vse od Nanijevega prihoda v internat, čeprav jima hišnik Peh neprestano diha za vrat. Ko ju prvič zaloti pri poljubu, ju zatoži ravnatelju. Ta Zdenku pove, da njegovo prijateljstvo z Nanijem zbuja preveč pozornosti, Zdenko pa odvrne, da ni ničesar kriv in da se nima česa sramovati. Peh nato Nanija in Zdenka zaloti še pri skupnem tuširanju, vendar ju tokrat ne zatoži pod pogojem, da bo lahko imel Zdenka zase.
Počitnice Nani in Zdenko preživita skupaj, pri Zdenkovih. Nani se naveže na Vlasto, Zdenko pa je ljubosumen in ob vrnitvi v šolo zapade v psihično krizo. Hišnik Peh ga poskuša potolažiti, ravnatelj pa mu zagrozi z odpustitvijo, če ga še kdaj vidi v bolniški sobi. Peh stori samomor. 
Po več dneh k Zdenku vendarle pride tudi Nani in mu pove, da morata vsak svojo pot. Ko mu Zdenko odvrne, da ga ima rad, ga Nani poljubi na čelo. Spet sta zalotena. Ravnatelj Nanija izključi iz internata, Zdenko pa se v blodnjah sesede v kot bolniške sobe.

## Glavne vloge
- Peter Rupnik kot Zdenko
- Gorazd Pulko kot Nani
- Miro Podjed kot Peh
- Borut Alujevič kot ravnatelj

## Snemanje
Jost je idejo za film dobil po ponatisu Novšakovega romana leta 1970. Napisal je scenarij, vendar je Kulturna skupnost Celje leta 1973 prepovedala snemanje. Jost je doživel živčni zlom, leta 1976 pa je vendarle dobil dovoljenje oblasti za snemanje v lastni produkciji, za kar je porabil vse prihranke. Igralci in igralke niso bili plačani. Snemanje je nekajkrat obiskala policija, ki pa ni posredovala.